# 4ème Arrondissement (Porto-Novo)
Das 4ème Arrondissement ist ein Arrondissement im Departement Ouémé in Benin. Es ist eine Verwaltungseinheit, die der Gerichtsbarkeit der Kommune Porto-Novo untersteht und selbst ein Teil der beninischen Hauptstadt ist. Gemäß der Volkszählung von 2013 hatte das 4ème Arrondissement 63.306 Einwohner, davon waren 29.900 männlich und 33.406 weiblich.

## Geographie
Als Teil Porto-Novos liegt das Arrondissement im Süden des Landes und innerhalb der Stadtgrenzen im nördlichen Teil.
Das 4ème Arrondissement setzt sich aus 18 Stadtteilen zusammen:
1. Anavié
2. Anavié Voirie
3. Djègan kpèvi
4. Dodji
5. Gbèdjromèdé Fusion
6. Gbodjè
7. Guévié
8. Hlogou ou Hlongou
9. Houinmè Château d’eau
10. Houinmè Djaguidi
11. Houinmè Ganto
12. Houinmè Gbèdjromèdé
13. Hounsa
14. Hounsouko
15. Kandévié  Missogbé
16. Kandévié Owodé
17. Kpogbonmè
18. Sèto – Gbodjè